# البحث عن المخاطر

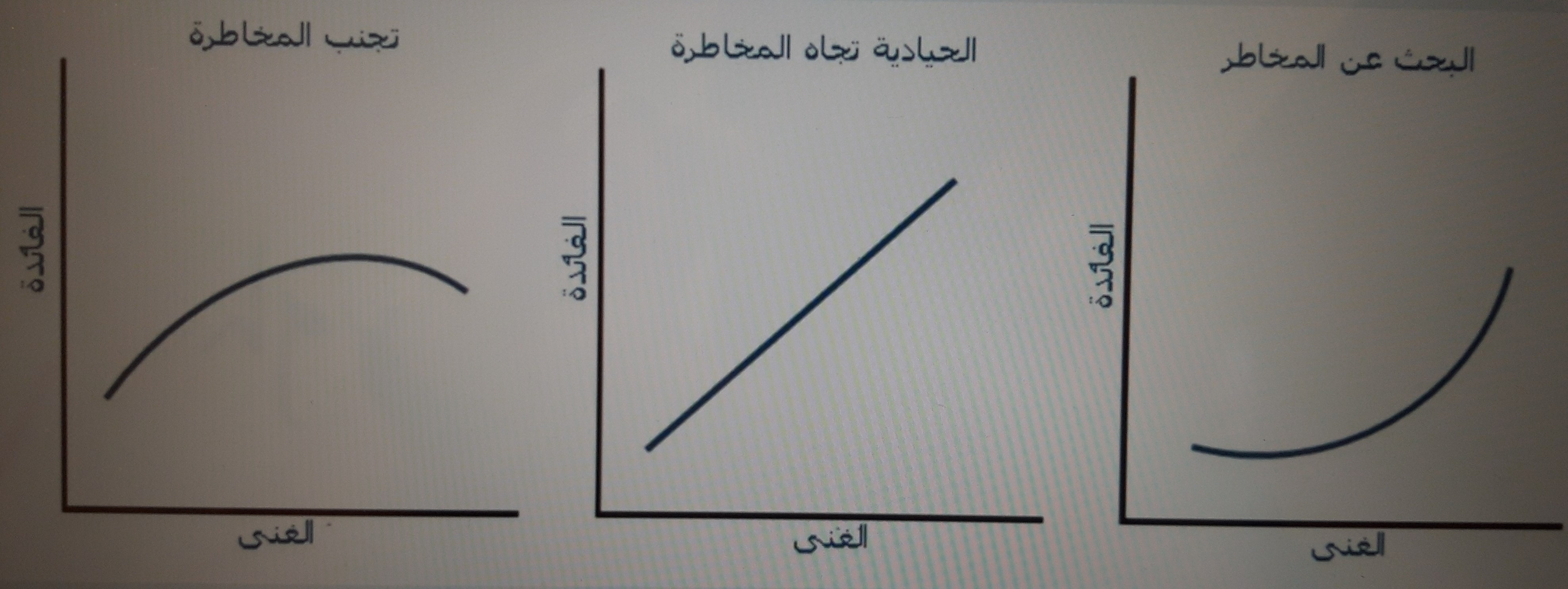
الغنى مقابل الفائدة مع إختلاف طريقة مقاربة المخاطر

في علم الاقتصاد والتمويل، يكون الباحث عن المخاطر أو محب المخاطرة هو الشخص الذي يفضل المخاطرة. في حين أن معظم المستثمرين يفضلون تجنب المخاطرة، يمكن للمرء أن ينظر إلى رواد الكازينو على أنهم يبحثون عن المخاطر. إذا عرض عليه المقامرة بمبلغ 50 دولار مع فرصة ربح 50٪ أيّ تساوي الفرص بين ربح 100 دولار أو خسارة ال50 دولار، فإن الشخص الذي يبحث عن المخاطرة سيفضل المقامرة رغم تساوي الفرص بين الفوز والخسارة، أيّ امتلاك نفس القيمة المتوقعة.
يمكن ملاحظة سلوك البحث عن المخاطر في المجال السلبي {\displaystyle x<0} لقيمة مهام نظرية الإمكانية، حيث تكون الدوال محدبة لـ{\displaystyle x<0}  لكن مقعرة لـ{\displaystyle x>0} .

## علم النفس

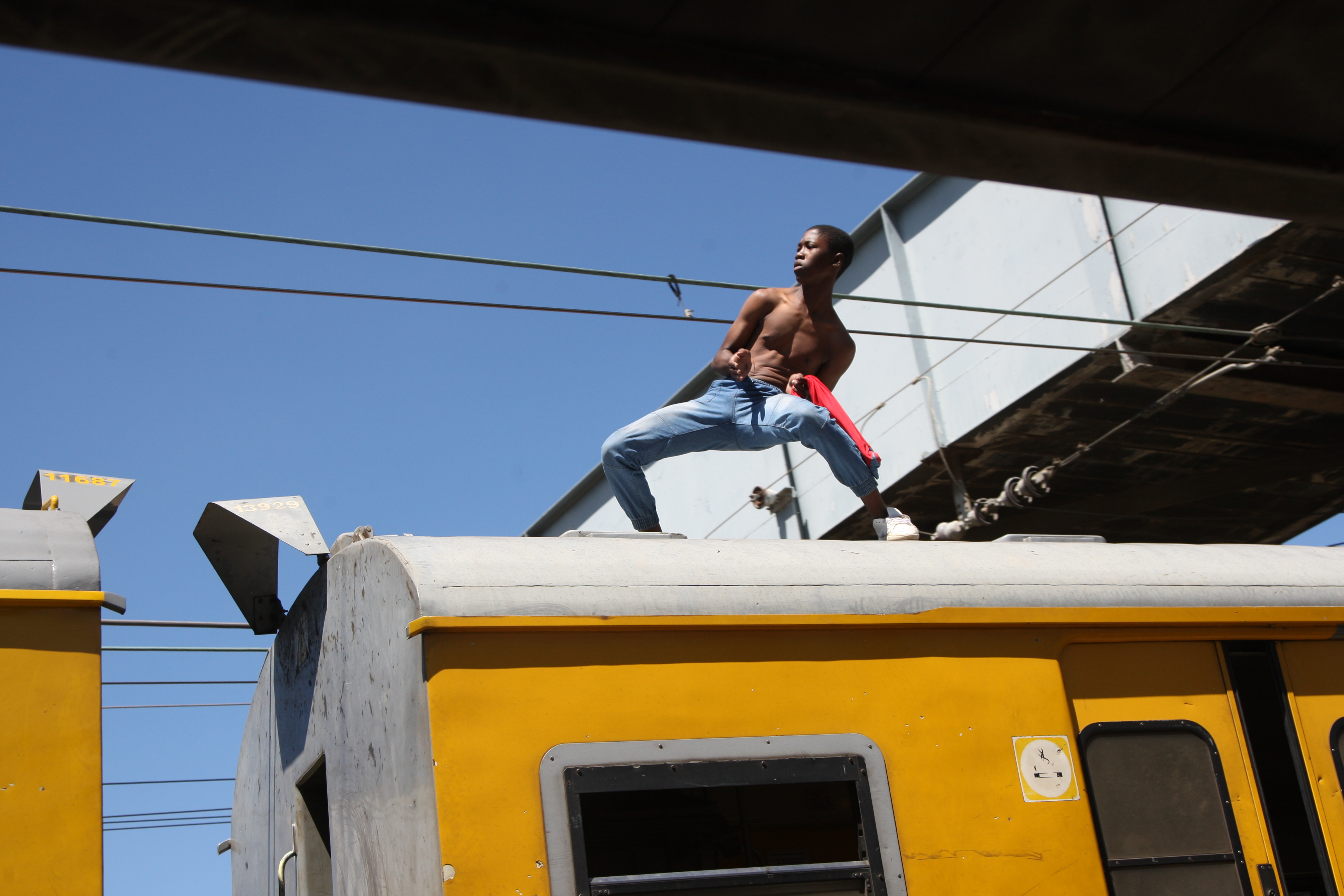
التنقل في سويتو: سلوكيات البحث عن المخاطر في ضواحي جوهانسبرغ وجوانب علم النفس المرتبطة بالاندفاع والمخاطرة

### تأثير سماتشخصيةالطفل على مرحلة النضوج - ما هي الصفات التي تساهم في البحث عن المخاطر؟
في دراسة قام بها فريدمان وآخرون. (1995)، وجدوا أدلة كبيرة لدعم نظرية أن انخفاض الوعي في مرحلة الطفولة يساهم بشكل كبير في وفيات البالغين. أولئك الذين كانوا يتمتعون بمستويات عالية من الوعي كأطفال كانوا أقل عرضة للوفاة بنسبة 30٪ في مرحلة النضوج. في نهاية المطاف، عززت نتائجهم كون المستويات المنخفضة من الوعي في مرحلة الطفولة تؤدي إلى البحث عن المخاطر، ويزيد البحث عن المخاطر من فرصة الموت العرضي. على الرغم من انخفاض قابلية البحث عن المخاطرة مع تقدم العمر، إلا أن التعرضات المحفوفة بالمخاطر للمواد المؤذية في مرحلة المراهقة يمكن أن يؤدي إلى عوامل خطر مدى الحياة بسبب الإدمان. ويتمتع الأفراد الواعيون لسيطرة أكبر داخليًا، مما يتيح لهم التفكير في اتخاذ قرارات حول مواضيع محفوفة بالمخاطر بشكل أكثر دقة، في حين أن الأشخاص الذين يفتقرون إلى الوعي يصبحون أكثر عرضةً لخطر أنفسهم أو إيذاء الآخرين، أو حتى السلوك الإجرامي أحيانًا.

### النموذج النفسي
يستكشف النموذج السيكولوجي سمات الشخصية الثابتة والسلوكيات المحفوفة بالمخاطر التي تشترك في النهج الفردي. تعتبر نظرية زوكيرمان (1994) التي تبحث عن النقاط المهمة في تقييم العوامل المسببة لبعض سلوكيات البحث عن المخاطر. العديد من سلوكيات البحث عن المخاطر تبرر حاجة البشر إلى البحث عن الإحساس. بعض هذه السلوكيات تتمثل بالرياضات المغامرة، وتعاطي المخدرات، والجنس المختلط، وريادة الأعمال، والمقامرة، والقيادة الخطرة على سبيل المثال لا الحصر، البحث عن الأحاسيس، وكذلك البحث عن المخاطر. وقد ارتبط الاندفاع بالسعي نحو المخاطرة حيث يمكن وصفه بالرغبة في الانغماس في المواقف ذات المكافأة المحتملة، وقليل من التخطيط أو عدم التخطيط للعقوبات المحتملة للفقد أو المكافأة. كما تم ربط الاندفاع مع البحث عن الإحساس في النظريات الحديثة، حيث أنه قد تم دمجها لتشكيل سمة ترتيب أعلى تسمى «البحث عن الإحساس الاندفاعي.»

### النموذج العصبي النفسي
ينظر النموذج العصبي النفسي إلى الأسباب التي تجعل الناس يتخذون القرارات التي يقومون بها، وكذلك العمليات العصبية النفسية التي تساهم في اتخاذ القرارات التي يبادر إليها الناس. تقلل هذه النظرة من أهمية الاندفاع، وتضع مزيدًا من التركيز على الديناميكيات الإدراكية، كما أنّها تفترض أن الناس يخاطرون لأنهم قد قيموا النتائج المستقبلية.

### الرجال مقابل النساء في البحث عن المخاطر
تلعب الاختلافات الديموغرافية أيضاً دوراً في البحث عن المخاطر بين الأفراد. من خلال تحليل قام به العلماء، أظهروا أن الرجال يبحثون عادة عن مخاطر أكثر من النساء. هناك اختلافات بيولوجية بين الرجال والنساء قد تؤدي إلى السعي وراء المخاطر. على سبيل المثال، يلعب التستوستيرون دورًا كبيرًا في البحث عن المخاطر لدى الأشخاص، ولدى النساء مستويات أقل بكثير من هذا الهرمون. هذا الهرمون له آثار سلوكية على العدوان، والمزاج، والوظيفة الجنسية، وكلها يمكن أن تؤدي إلى اتخاذ قرارات محفزة للمخاطر. في دراستهم، وجدوا أيضا أن التستوستيرون الزائد يؤدي إلى زيادة التمتع الجنسي، وبالتالي يكثر من الحوافز للمشاركة والمخاطرة في الجنس غير المحمي.

## إمكانية الفائدة في البحث عن المخاطرة
وغالبا ما توصف الاختيارات في ظل عدم اليقين بأنها بسبب عظمة المنفعة المتوقعة. غالباً ما يُفترض أن تكون المنفعة دالة للربح أو الثروة اللا نهائية، مع وجود أول مشتق إيجابي. وظيفة الأداة المساعدة التي يتم تكبير قيمتها المتوقعة هي محدثة لباحث المخاطر، مقعرة لمتجنب المخاطر، وخطية لمحايد المخاطر. ولتحديده في حالة البحث عن المخاطر تأثير في إحداث انتشار محفوظ للوزن لأي توزيع احتمالي لنتائج الثروة، حيث يجب تفضيله على التوزيع غير المتساوي.

## إضطراب ما بعد الصدمة وحب المخاطرة
في دراسة قام بها ستورم وآخرون. (2012)، تم اكتشاف العلاقة بين الأعراض المبلغ عنها ذاتياً من اضطراب ما بعد الصدمة وتعريف موسع لسلوكيات المخاطرة بين 395 من قدامى المحاربين في مركز ميدسترن الكبير لمرضى قدامى المحاربين. وارتبطت أعراض اضطراب الإجهاد اللاحق للصدمة بارتفاع معدلات استخدام المواد، والبحث عن التشويق، والعدوان، والممارسات الجنسية المحفوفة بالمخاطر. أشارت النتائج إلى أن التفكير في الانتحار وسلوك القيادة العدوانية كانت من بين أكثر التقارير التي يتم الإبلاغ عنها بشكل متكرر. بالإضافة إلى الأشكال السابقة من المخاطرة، فإن المحاربون القدامى الذين يعانون من اضطراب ما بعد الصدمة لديهم ميل إلى اللعب بالأسلحة النارية، مما قد يعرض حياتهم للخطر. لقد نجا الأشخاص الذين يعانون من اضطراب ما بعد الصدمة من المواقف الخطيرة، وقد يعطي سلوك المخاطرة لهؤلاء الأفراد شعورًا بأنهم يتحكمون بشكل أكبر في ظروفهم الحاليّة أكثر من تلك التي أدت إلى الإصابة باضطراب الإجهاد اللاحق للصدمة.

## البحث عن المخاطر من نظرة إقتصادية
إن الباحثين عن المخاطر هم الذين يختارون عدم قبول عدم اليقين الكبير في الاستثمارات فحسب، بل أيضا يواجهون معدلات عالية من التقلبات مع الآمال في تحقيق عوائد متوقعة أفضل. يهتمون بشكل رئيسي بالمكاسب الرأسمالية من الأصول غير المتوقعة. ومن الأمثلة على هذه الأصول غير المؤكدة: العقود الآجلة للسلع، والسندات غير المرغوب فيها، وأسواق الأسهم الناشئة، والديون، والمؤسسات المتوسطة الصغيرة، والمستثمرين المراجعين.
على النقيض من صناع القرار الذين يكرهون المخاطر، فإن صانعي القرار الباحثين عن المخاطرة يطاردون مخاطر عالية وهم أكثر استعدادًا للتضحية ببعض العائدات المتوقعة للحصول على فرص أعلى. الغوص أكثر عمقا في المنظور الاقتصادي، وتقع العملية برمتها تحت مظلة إستراتيجية الاستثمار الشاملة. يميل الأفراد الباحثون عن المخاطر إلى الحصول على المشورة من المستشارين الماليين الذين يشددون على أهمية التقليل من المخاطر المتخذة.
علاوة على ذلك، تكمن أهمية الخطر في القدرة على اتخاذ القرار ومتابعته والتصرف بناءً عليه. من المفترض أن القرار يستند أولاً إلى توقع المخاطرة، وحساب الاحتمالات، وبعد ذلك الاختيار بين مجموعات المخاطر المختلفة والعائدات التي ستكون متاحة. على نطاقات واسعة بما فيه الكفاية، مع زيادة المخاطر تأتي عوائد أكبر، وهذا هو بالطبع بعد التحليل السليم للأصول المعنية. ومع ذلك، يمكن أيضًا أن يكون سلوك الذي يسعى إلى المخاطرة ملحوظًا تحت الخسارة. على سبيل المثال، هناك العديد من المواقف التي قد يؤدي فيها اختيار الخيار المحفوف بالمخاطر إلى القضاء على الخسارة في نهاية المطاف. بعض المستثمرين الذين هم على حافة فقدان كل شيء يبحثون عن مخاطرة أخرى، عندما تكون المخاطر كبيرة بما فيه الكفاية، ويقومون بمحاولة أخيرة للعودة إلى وضعهم الحالي الأصلي، ومحاولة تقليل الخسارة.

## البحث عن المخاطر ونظرية التطور (العامل الوراثي)
سلوك المخاطرة لديه مكون سمة شخصية وراثي ثابت، يجب أن يكون له أساس جيني. وبالتالي، فإن الآليات المتطورة وراثيا تتطور عادة مع فائدة متزايدة للبقاء على قيد الحياة. وبالتالي، يتعين على عامل جني للأخطار أن يحقق وظيفة مفيدة في التطور، ويؤدي إلى عملية اختيار تفضي إلى الكائنات الحية التي تمتلك نمطا جينيا لأخذ المخاطر وهو أمر لا مفر منه، وضروري للتطور، وقبل ذلك، على الأقل في جزء منه وراثيا. تحدد، في حين يتم تحديد طرق مختلفة للتعبير عن سلوك المخاطرة بيئيا. سيحصل الكائن المُجهَز الأفضل على الموارد، وبالتالي يزيد من فرصه في إنتاج وتربية النسل بنجاح، وهذا بدوره سيؤدي إلى انتشار النمط الجيني الذي أدى إلى الميزة في المقام الأول. وبالتالي فإن هذا النوع من الكائنات الحية سيكون لديه احتمال كبير للبقاء. كلما زاد إنتاج كائن ما، كلما إزداد احتمال بقاء نمطه الجيني. وبالتالي، كلما كانت الأنماط الوراثية للكائنات أكثر تشابهاً، كلما قلّ احتمال قيام كائن حي بتدمير ناقلاته. لدينا بالتالي عوامل بيئية وإنمائية وربما وراثية تؤثر في أشكال السلوكيات الاجتماعية أو غير الاجتماعية للمخاطرة. يبدو أن مقدار الطاقة والجهد والتضحيات الشخصية المستثمرة في الحصول على ورعاية النسل يؤثر على سلوك وسلوك الآباء والأمهات.